# Yale University Press
Yale University Press est une maison d'édition anglophone fondée en 1908. Elle devint officiellement un département de l'université Yale en 1961, mais resta financièrement et opérationnellement autonome.
En 2002, Yale University Press publiait environ 300 nouveaux livres par année, et possédait une bibliothèque d'environ 3 000 livres. Ses livres ont reçu différents prix, notamment cinq National Book Awards, deux National Book Critics Circle Awards, et quatre prix Pulitzer.